# ويليام ك. لامونت
ويليام ك. لامونت (بالإنجليزية: William C. Lamont)‏ هو قاضي وسياسي أمريكي، ولد في 25 نوفمبر 1827. حزبياً، نشط في الحزب الديمقراطي. وقد انتخب عضو جمعية ولاية نيويورك وانتخب عضو مجلس ولاية نيويورك.